# Ross Brawn
Ross Brawn, OBE (Manchester, 23 de novembro de 1954) é um engenheiro de automobilismo e dirigente esportivo inglês.
Já trabalhou para várias equipes da categoria máxima do automobilismo mundial, a Fórmula 1, servindo como o diretor-técnico da Benetton quando esta tornou-se pela primeira vez campeã mundial. Posteriormente, viveu seu auge na categoria como diretor-técnico da Ferrari, onde permaneceu até 2006. Principal responsável pelas estratégias de corrida da equipe, foi peça fundamental nas diversas vitórias da escuderia italiana e nos cinco títulos mundiais de Michael Schumacher pela equipe. Os outros títulos de Schumacher foram exatamente pela Benetton, em 1994 e 1995. Sendo assim, Ross Brawn esteve diretamente ligado a todos os sete títulos do maior campeão da história da categoria.
Ross Brawn tirou uma licença sabática do esporte em 2007, mas retornou à F1 para o temporada de 2008 como líder da equipe Honda F1. No início de 2009, adquiriu a equipe Honda e optou por fundar sua própria equipe, a Brawn, com a qual ganhou o título de pilotos com Jenson Button e o de construtores também com Button e Rubens Barrichello.

## Carreira

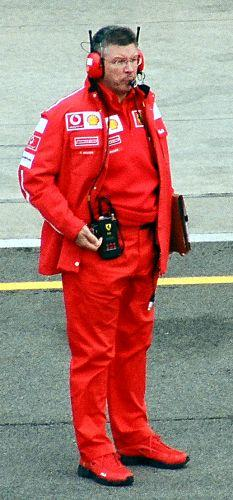
Ross Brawn durante o GP dos Estados Unidos de 2003.

Ross Brawn iniciou sua carreira na Fórmula 1 como mecânico na equipe Williams em 1978. No final dos anos 1980 foi contratado pela Jaguar para cuidar da divisão de carros esporte da empresa.
Regressou à Fórmula 1 em 1992 como diretor-técnico da equipe Benetton, e ajudou a equipe na conquista do campeonato de construtores de 1995, bem como nos títulos do mundial de pilotos de Michael Schumacher em 1994 e 1995. Nestes dois anos, a extinta equipe Benetton conquistou seus primeiros e únicos títulos da Fórmula 1 em toda a sua história.
A parceria com Schumacher foi refeita na temporada 1997 na Ferrari, onde assumiu novamente o cargo de diretor-técnico. Ambos foram decisivos na reconstrução das glórias da equipe que conquistou o mundial de construtores em 1999, o primeiro de seis títulos consecutivos. A escuderia, capitaneada por Brawn, levou Schumacher à conquista de cinco títulos consecutivos de pilotos (entre as temporadas de 2000 e 2004).
A contribuição de Ross Brawn na inédita sequência de títulos de pilotos e construtores elevou-o à condição de um dos principais nomes da história da Ferrari compondo um time vencedor com Schumacher e Jean Todt. Em 26 de outubro de 2006, a Ferrari anunciou que Brawn estava deixando a equipe para um ano sabático, permitindo que outros membros dos departamentos técnicos da Ferrari avançassem na hierarquia interna.
Em 12 de novembro de 2007, anunciou seu retorno à Fórmula 1 como chefe de equipe da Honda para a temporada 2008. Em dezembro de 2008, a equipe Honda anunciou sua retirada da F1.
Mas, em 5 de março de 2009, através do sistema "management buy-out", uma compra de 100% da equipe de Fórmula 1 da Honda foi concluída, com Ross Brawn tendo uma participação de controle de 54% e tornou-se líder da mesma. Anunciaram a entrada da equipe para a disputa do Campeonato Mundial de Fórmula 1 de 2009 sob o novo nome Brawn. Os acionistas minoritários eram o diretor executivo Nick Fry (31%), o ex-chefe financeiro da Honda Nigel Kerr (8%), o ex-chefe de Recursos Humanos da Honda John Marsden (3%), a ex-assessora jurídica da Honda Caroline McGrory (3%) e o ex-diretor da Honda Gordon Blair (1%). Esta foi uma das grandes cartadas de sua carreira, já que naquele ano ele desenvolveu nitidamente o melhor carro do grid, fato que lhe trouxe mais um título do Mundial de Pilotos, com o também inglês Jenson Button, e de Construtores.
Em 16 de novembro de 2009, a montadora alemã Mercedes-Benz anunciou a compra da Brawn GP.  A equipe passou a se chamar então Mercedes GP a partir de 2010, e Ross Brawn passou a ser co-proprietário da equipe junto a Nick Fry, seu antigo colega em várias equipes, ele e Fry mantiveram uma participação de 24,9% na nova equipe. Além desta função, Brawn permaneceu também no cargo de chefe de equipe.
Em 2011, Brawn e Fry venderam suas ações remanescentes a Mercedes-Benz. Em 29 de outubro, a BBC informou que Brawn deixaria a Mercedes no final da temporada de 2013, após desacordo sobre seu papel na equipe.
No dia 23 de janeiro de 2017, a Liberty Media, atual controladora dos diretor comerciais da Fórmula 1, anunciou a demissão de Bernie Ecclestone e para o seu lugar, foi anunciado Ross Brawn, que dividira a função com Sean Bratches. Ecclestone comandava exclusivamente a categoria, porém, com sua demissão, a Liberty Media dividiu o comando para dois dirigentes, um cuidando do setor esportivo e outro para o setor comercial. Com isso, Brawn foi nomeado para o cargo recém-criado de diretor administrativo de esportes motorizados e diretor técnico do Grupo da Fórmula 1. Em 28 de novembro de 2022, ele confirmou que estava se aposentando da Fórmula 1.

## Histórico
- 2011: Chefe de equipe da Mercedes GP Petronas Formula One Team
- 2010: Co-proprietário e chefe de equipe da Mercedes GP Petronas Formula One Team
- 2009: Proprietário e chefe de equipe da Brawn GP Formula One Team
- 2008: Chefe de equipe da Honda Racing F1 Team
- 1996–2006: Diretor-técnico, Ferrari
- 1991–1996: Diretor-técnico, Benetton F1
- 1989–1991: Diretor-técnico TWR / Jaguar Racing
- 1986–1989: Projetista chefe da Arrows
- 1984–1985: Chefe de aerodinâmica, Force/Beatrice F1
- 1979–1984: Diretor de I+D e chefe de aerodinâmica, Williams
- 1978: Mecânico, Williams
- 1977: Mecânico, March Engineering
- 1976: Mecânico, Williams
- 1971: Engenheiro em práticas, Autoridade para Energia Atômica do Reino Unido